# Newsstand
NewsstandとはAppleのiPad、iPhone、iPod touchといったiOS端末に対応した、新聞や雑誌の電子版をダウンロードして閲覧するアプリケーションである。

## 機能
アプリケーションをタッチスクリーンで選択するとホーム画面に直接本棚が表示されるスタイルはiBooksとおなじであり、購読するためにダウンロードした各新聞雑誌を保持し表示する仮想的な本棚上での新聞売店を一つの場所でエミュレートする。アプリケーションアイコンは新版の通知インジケーターと共に最新号の表紙にアップデートされる。
右上にある「Store」ボタンを押すとApp StoreにあるNewsstandカテゴリに直接アクセスし、新聞雑誌を無料でダウンロードした後、バックグラウンドで自動的に最新号をダウンロードして配達させるためにアプリ内で購読契約するかiTunesアカウントを使って個々に定期購読を購入することができる。
最も人気かつ大手の新聞雑誌は現在携帯機器やタブレット型コンピュータに特化した電子版を発行しており、印刷版では不可能なインタラクティブコンテンツも度々掲載されている。
新聞雑誌のブランドは任意で現在のiOSアプリケーションからNewsstandアプリケーション内に移動できる。以前、Newsstandをリリースする前では多くのブランドがiOSアプリケーションと別にリリースされていて、iOSのApp Storeにおける公式のNewsstandカテゴリになるために、またNewsstandにおけるいくつかの機能を活用するために任意でこれらのNewsstand内にあるアプリケーションを外にあるもの（とはいえ、ブランドは任意で代わりにこれを成し遂げるためのiOSアプリケーションの新バージョンをリリースすることができる）の代わりにネストできる。このことを実行した最初のアプリケーションの一つがニューヨーク・タイムズで以前は外部のiOSアプリケーションだったが、NewsstandのリリースとともにNewsstand内コンテンツになった。
iOS 5.0 〜 iOS 8.4.1を搭載したiOSデバイスで利用可能でiCloudを使用して新聞雑誌を同期したり再ダウンロードできる。
iOS 9では新しいプリインストールアプリ「Apple News」が登場したため、Newsstandは削除された。
iOS 9へのアップデート前にNewsstandに入っていた雑誌などはアップデート後に「Newsstand」というフォルダが作られ、そこにブックマークとして保存される。

## iOSフォルダとの競合
一方AppleはNewsstandをアプリケーションとしており、実際内部の新聞雑誌の個々のアプリと共に独自のiOSフォルダの一つとなっている。これはiOSデバイスにおいて別のフォルダに置けず、iOS自体もフォルダ（例としてサブフォルダ）のネストに対応していないことを意味する。AppleはiCloudを一例にドキュメントがどこにあるかを知る簡単なフォームのファイルシステムに転換する意思を表明している。
多くはその後意図的な制限をすり抜けて非常に特定のフォルダを作成する方法を見つけるまで、すでにあるフォルダの何処にあるのか分からなかったり、探せても自身のデバイス上で作成した他のフォルダにNewsstandを簡単に追加できないユーザーによる混乱があった。しかし、オペレーティングシステムがこれを許さないように、デバイス上でマイナーな技術的障害を引き起こす可能性があることが心配される。
AppleはiOS 5.1リリース時にこの抜け道の方法を不可能した。Newsstandは現在内にある他のフォルダに完全にネストできない状態になっている。
しかし、先述の通りiOS 9では通常のフォルダに置き換わるため、Newsstandはアプリケーションではなくなった。